# Morti il 6 dicembre
| Questa pagina contiene informazioni ricavate automaticamente dalle voci biografiche con l'ausilio del template Bio e di un bot. L'aggiornamento è periodico e automatico e ricostruisce completamente la pagina. Se manca una persona in questa lista, sei pregato di non aggiungerla, ma accertati piuttosto che la sua voce biografica contenga il template Bio e che i dati anagrafici siano correttamente compilati. Se il template Bio manca, inseriscilo tu stesso o, in alternativa, metti l'avviso {{tmp\|Bio}} che ne segnala la mancanza. Se i dati riportati sono sbagliati, correggi direttamente la voce biografica; le modifiche saranno visibili in questa lista entro pochi giorni. Per chiarimenti vedi il progetto biografie. La lista contiene solo le 534 persone che sono citate nell'enciclopedia e per le quali è stato implementato correttamente il template Bio. Pagina aggiornata al 1 ago 2025. |

## IV secolo(1)
- 343 - San Nicola di Bari, vescovo romano (n. 270)

## VII secolo(1)
- 649 - Gertrude di Hamage, badessa franca

## VIII secolo(1)
- 762 - Muhammad al-Nafs al-Zakiyya, politico arabo (n. 718)

## IX secolo(1)
- 884 - Carlomanno II di Francia, re (n. 866)

## XI secolo(1)
- 1082 - Raimondo Berengario II di Barcellona, conte (n. 1054)

## XII secolo(1)
- 1185 - Alfonso I del Portogallo, sovrano (n. 1109)

## XIII secolo(3)
- 1204 - Obizio da Niardo, nobile
- 1300 - Teodora Rauliana, nobile bizantina
- 1300 - Pietro Pascasio, vescovo cattolico e santo spagnolo (n. 1227)

## XIV secolo(4)
- 1352 - Papa Clemente VI, papa, vescovo cattolico e cardinale francese (n. 1291)
- 1370 - Rodolfo II di Sassonia-Wittenberg, duca (n. 1307)
- 1377 - Elisabetta di Henneberg, nobildonna tedesca
- 1383 - Martinho de Zamora, cardinale e vescovo cattolico portoghese

## XV secolo(3)
- 1468 - Zanobi Strozzi, pittore e miniatore italiano (n. 1412)
- 1469 - Juan de Carvajal, cardinale e vescovo cattolico spagnolo
- 1495 - Jacob Sprenger, teologo svizzero (n. 1436)

## XVI secolo(16)
- 1504 - Giorgio Schiavone, pittore croato
- 1516 - Pietro Margano, condottiero italiano (n. 1485)
- 1520 - Bartolomé Ordóñez, scultore spagnolo (n. 1480)
- 1527 - Diogo Boitaca, architetto portoghese
- 1537 - Gregorio Magalotti, vescovo cattolico italiano
- 1539 - Francesco Chieregati, vescovo cattolico italiano (n. 1479)
- 1550 - Pieter Coecke van Aelst, pittore, scultore e architetto fiammingo (n. 1502)
- 1557 - Elisabetta d'Assia, principessa (n. 1502)
- 1561 - Silvia Ruffini, nobildonna italiana (n. 1475)
- 1562 - Nicolas Audet, religioso cipriota (n. 1481)
- 1562 - Jan van Scorel, pittore olandese (n. 1495)
- 1562 - Garzia de' Medici, nobile italiano (n. 1547)
- 1570 - Gian Giacomo dell'Acaya, ingegnere italiano (n. 1500)
- 1586 - Gioacchino Ernesto di Anhalt, nobile tedesco (n. 1536)
- 1593 - Stefano Guazzo, scrittore e diplomatico italiano (n. 1530)
- 1598 - Paolo Paruta, storico, politico e diplomatico italiano (n. 1540)

## XVII secolo(23)
- 1612 - Nikolaus Leuw, politico, condottiero e agricoltore svizzero (n. 1551)
- 1613 - Angelo Guerra d'Anagni, pittore italiano (n. 1537)
- 1613 - Anton Praetorius, religioso e scrittore tedesco (n. 1560)
- 1618 - Fabio Biondi, patriarca cattolico italiano (n. 1533)
- 1620 - Antonio Viviani, pittore italiano (n. 1560)
- 1624 - Francesco Contarini, doge (n. 1556)
- 1626 - Giovanni Ernesto I di Sassonia-Weimar, duca tedesco (n. 1594)
- 1635 - Niccolò Aggiunti, matematico italiano (n. 1600)
- 1637 - Anne Cecil, nobildonna inglese (n. 1612)
- 1641 - Françoise de Montmorency, francese (n. 1566)
- 1642 - Willem van der Vliet, pittore olandese (n. 1584)
- 1648 - Antonio Bevilacqua, nobiluomo e militare italiano (n. 1592)
- 1649 - Lodovico Melzi, nobile italiano (n. 1594)
- 1651 - Anna Visscher, artista, poetessa e traduttrice olandese (n. 1583)
- 1658 - Baltasar Gracián, gesuita, scrittore e filosofo spagnolo (n. 1601)
- 1660 - Vincenzo Costaguti, cardinale italiano (n. 1612)
- 1672 - Pedro Antonio Fernández de Castro, nobile spagnolo (n. 1634)
- 1673 - Guillaume le Vasseur de Beauplan, ingegnere, architetto e cartografo francese
- 1675 - John Lightfoot, teologo inglese (n. 1602)
- 1678 - Damian Hartard von der Leyen, arcivescovo cattolico tedesco (n. 1624)
- 1686 - Nicola Avancini, gesuita e scrittore italiano (n. 1611)
- 1686 - Eleonora Gonzaga-Nevers, nobile (n. 1630)
- 1689 - Pjetër Bogdani, arcivescovo cattolico e scrittore albanese (n. 1630)

## XVIII secolo(27)
- 1710 - Vincenzo Auria, avvocato, storico e poeta italiano (n. 1625)
- 1711 - Enrico Vialardi di Villanova, vescovo cattolico italiano (n. 1631)
- 1712 - Gio Paolo Bombarda, musicista italiano
- 1718 - Nicholas Rowe, poeta e drammaturgo inglese (n. 1674)
- 1719 - Gabriel Kessler, pittore austriaco (n. 1645)
- 1723 - Carlo Luigi di Nassau-Saarbrücken, nobile tedesco (n. 1665)
- 1725 - Florent Carton, drammaturgo e attore teatrale francese (n. 1661)
- 1734 - Abigail Masham, baronessa Masham, nobildonna inglese (n. 1670)
- 1745 - Imre Esterházy, arcivescovo cattolico ungherese (n. 1665)
- 1746 - Grizel Baillie, scrittrice e cantautrice scozzese (n. 1665)
- 1753 - Jane Hamilton, nobildonna scozzese (n. 1704)
- 1753 - Luigi Riccoboni, attore teatrale e scrittore italiano (n. 1676)
- 1758 - Johann August Bach, giurista, storico e filologo tedesco (n. 1721)
- 1759 - Luisa Elisabetta di Borbone-Francia, principessa francese (n. 1727)
- 1764 - Filippo Sforza Cesarini, IV principe di Genzano, principe italiano (n. 1727)
- 1767 - Benedetto Alfieri, architetto e politico italiano (n. 1699)
- 1770 - Neri Maria Corsini, cardinale italiano (n. 1685)
- 1777 - Alexandre Masson de Pezay, scrittore e militare francese (n. 1741)
- 1779 - Jean-Baptiste-Siméon Chardin, pittore francese (n. 1699)
- 1780 - Joseph Lieutaud, medico francese (n. 1703)
- 1784 - Richard Howly, politico statunitense (n. 1740)
- 1785 - Kitty Clive, attrice teatrale britannica (n. 1711)
- 1787 - Yeğen Hacı Mehmed Pascià, politico e militare ottomano (n. 1726)
- 1788 - Nicole-Reine Lepaute, astronoma e matematica francese (n. 1723)
- 1793 - Wilhelm von Edelsheim, politico e diplomatico tedesco (n. 1737)
- 1794 - Pierre Gédéon de Nolivos, generale e politico francese (n. 1714)
- 1799 - Joseph Black, chimico e medico scozzese (n. 1728)

## XIX secolo(68)
- 1805 - Nicolas-Jacques Conté, pittore, fisico e chimico francese (n. 1755)
- 1805 - Ranjit Singh di Bharatpur, indiano (n. 1745)
- 1806 - Gaetano Barba, architetto e ingegnere italiano (n. 1730)
- 1807 - Pompeo Baldasseroni, avvocato e giurista italiano (n. 1743)
- 1810 - John Francis Rigaud, pittore britannico (n. 1742)
- 1817 - Enrico Barelli, presbitero, letterato e poeta italiano (n. 1724)
- 1817 - William Bligh, ufficiale britannico (n. 1754)
- 1822 - Giuseppe Gioeni, nobile, naturalista e vulcanologo italiano (n. 1747)
- 1823 - Hamengkubuwono IV, sovrano indonesiano (n. 1804)
- 1825 - Daniel Coke, politico e avvocato inglese (n. 1745)
- 1827 - Gabriel Barbou des Courières, generale francese (n. 1761)
- 1828 - William Hoste, militare britannico (n. 1780)
- 1829 - Baltzar von Platen, militare e politico svedese (n. 1766)
- 1830 - Pietro Gravina, cardinale e arcivescovo cattolico italiano (n. 1749)
- 1831 - Johannes Baptista von Albertini, religioso e botanico tedesco (n. 1769)
- 1831 - Andrea Lazzari, religioso, letterato e storico italiano (n. 1754)
- 1834 - Adolf von Lützow, ufficiale prussiano (n. 1782)
- 1836 - Antonio Franconi, cavaliere e circense italiano (n. 1737)
- 1839 - François Kinson, pittore fiammingo (n. 1771)
- 1844 - Nikita Grigor'evič Volkonskij, nobile e militare russo (n. 1781)
- 1845 - Étienne Fay, attore teatrale, tenore e compositore francese (n. 1770)
- 1855 - Amschel Mayer Rothschild, banchiere tedesco (n. 1773)
- 1855 - William Swainson, ornitologo, entomologo e artista inglese (n. 1789)
- 1857 - Jean Claude Eugène Péclet, fisico francese (n. 1793)
- 1860 - Guy Aubert de Trégomain, ufficiale e politico francese (n. 1774)
- 1864 - Simonas Daukantas, etnografo, storico e scrittore lituano (n. 1793)
- 1865 - Sebastián Iradier, compositore spagnolo (n. 1809)
- 1867 - Modesto Contratto, vescovo cattolico italiano (n. 1798)
- 1867 - Marie-Jean-Pierre Flourens, fisiologo francese (n. 1794)
- 1867 - Giovanni Pacini, compositore italiano (n. 1796)
- 1868 - August Schleicher, linguista tedesco (n. 1821)
- 1869 - Alexandre Gendebien, politico e avvocato belga (n. 1789)
- 1869 - Maria Carolina Augusta di Borbone-Due Sicilie, principessa (n. 1822)
- 1870 - Pierre Hippolyte Publius Renault, generale francese (n. 1807)
- 1870 - Thomas Taylour, II marchese di Headfort, politico irlandese (n. 1787)
- 1870 - Luisa di Prussia, principessa (n. 1808)
- 1872 - Félix Archimède Pouchet, naturalista francese (n. 1800)
- 1873 - Manuel Acuña, poeta e scrittore messicano (n. 1849)
- 1875 - Johann Karl Rodbertus, economista tedesco (n. 1805)
- 1877 - Theodor Creizenach, storico della letteratura e poeta tedesco (n. 1818)
- 1877 - Alexandre Glais-Bizoin, politico francese (n. 1800)
- 1878 - Francesca Lutti, poetessa italiana (n. 1827)
- 1878 - Theodōros Vryzakīs, pittore greco (n. 1814)
- 1878 - Joseph Hyacinthe Louis Jules d'Ariès, militare francese (n. 1813)
- 1879 - John Bentinck, V duca di Portland, nobile e politico inglese (n. 1800)
- 1879 - William Boxall, pittore britannico (n. 1800)
- 1879 - Salesio Pegrassi, scultore italiano (n. 1812)
- 1882 - Louis Blanc, storico e politico francese (n. 1811)
- 1882 - Alfred Escher, politico e dirigente d'azienda svizzero (n. 1819)
- 1882 - Anthony Trollope, scrittore inglese (n. 1815)
- 1883 - Heinrich Wydler, botanico svizzero (n. 1800)
- 1885 - Paolo Paternostro, politico, magistrato e prefetto italiano (n. 1821)
- 1887 - Heinrich Ernst Schirmer, architetto tedesco (n. 1814)
- 1888 - Samuel Earnshaw, matematico, fisico e religioso inglese (n. 1805)
- 1888 - Samuele Zopfi, imprenditore svizzero (n. 1828)
- 1889 - Raffaele Cattaneo, architetto e storico dell'architettura italiano (n. 1861)
- 1889 - Jefferson Davis, politico e militare statunitense (n. 1808)
- 1890 - Grigorij Petrovič Danilevskij, scrittore russo (n. 1829)
- 1890 - Carlo Genè, generale italiano (n. 1836)
- 1892 - Federico Torre, militare, politico e lessicografo italiano (n. 1815)
- 1892 - Ernst Werner von Siemens, imprenditore e ingegnere tedesco (n. 1816)
- 1893 - Johann Rudolf Wolf, astronomo e matematico svizzero (n. 1816)
- 1894 - Johann Georg Euler, imprenditore, politico e mecenate svizzero (n. 1815)
- 1897 - Nikolaj Michajlovič Al'bov, esploratore, geografo e botanico russo (n. 1866)
- 1898 - Caterina Federica di Württemberg, nobile (n. 1821)
- 1898 - William Robertson, avvocato e politico statunitense (n. 1823)
- 1900 - Michail Nikolaevič Lopatin, avvocato e scrittore russo (n. 1823)
- 1900 - Domenico Sciacca Della Scala, agronomo e politico italiano (n. 1844)

## XX secolo(239)
- 1901 - Carlo Angelo Conigliani, economista italiano (n. 1868)
- 1901 - Giovanni Rivara, imprenditore italiano (n. 1848)
- 1901 - Bertha Wehnert-Beckmann, fotografa tedesca (n. 1815)
- 1902 - Alice Freeman Palmer, educatrice statunitense (n. 1855)
- 1902 - Johannes Wislicenus, chimico tedesco (n. 1835)
- 1905 - Ferdinando Forino, musicista, violoncellista e compositore italiano (n. 1837)
- 1905 - Henry Fox-Strangways, V conte di Ilchester, nobile e politico inglese (n. 1847)
- 1905 - Viggo Stuckenberg, poeta danese (n. 1863)
- 1907 - Federico Caprilli, militare e cavaliere italiano (n. 1868)
- 1909 - Max Britzelmayr, micologo tedesco (n. 1839)
- 1910 - Robert Binswanger, psichiatra svizzero (n. 1850)
- 1910 - Rinaldo Tornielli di Borgo Lavezzaro, imprenditore e politico italiano (n. 1843)
- 1910 - Charles Otis Whitman, etologo, biologo e docente statunitense (n. 1842)
- 1911 - Giovanni Pastorelli, militare italiano (n. 1859)
- 1912 - Ion Mincu, architetto, ingegnere e insegnante romeno (n. 1852)
- 1913 - Martin Aagaard, pittore norvegese (n. 1863)
- 1914 - André Brouillet, pittore e illustratore francese (n. 1857)
- 1914 - Eugenio Tano, pittore e patriota italiano (n. 1840)
- 1915 - Angelo Torchi, pittore italiano (n. 1856)
- 1916 - Eugen Dücker, pittore tedesco (n. 1841)
- 1916 - Signe Hornborg, architetto finlandese (n. 1862)
- 1917 - Gottlieb Elster, scultore tedesco (n. 1867)
- 1917 - Guido Tacchinardi, compositore e teorico musicale italiano (n. 1840)
- 1918 - Hendrik Enno Boeke, mineralogista e chimico olandese (n. 1881)
- 1918 - Cecil Chesterton, giornalista e opinionista inglese (n. 1879)
- 1918 - Charles Gunn, attore statunitense (n. 1883)
- 1919 - Francesco Muscogiuri, scrittore italiano (n. 1851)
- 1920 - Luigi Concetti, pediatra italiano (n. 1854)
- 1920 - Gyula von Iványi, schermidore ungherese (n. 1864)
- 1920 - Karel Kovařovic, compositore e direttore d'orchestra ceco (n. 1862)
- 1920 - Italo Pizzi, iranista italiano (n. 1849)
- 1921 - Félix Arnaudin, poeta, fotografo e etnografo francese (n. 1844)
- 1921 - Lee Carleton, golfista statunitense (n. 1862)
- 1923 - Friedrich Julius Rosenbach, microbiologo e medico tedesco (n. 1842)
- 1923 - Pietro Zanolini, vescovo cattolico italiano (n. 1866)
- 1924 - Klara Zamenhof, esperantista polacca (n. 1863)
- 1927 - Kate Toncray, attrice statunitense (n. 1867)
- 1930 - Jean Börlin, ballerino e coreografo svedese (n. 1893)
- 1930 - Henry Fatio, banchiere svizzero (n. 1863)
- 1931 - Camillo Valle, imprenditore e politico italiano (n. 1867)
- 1932 - Eugène Brieux, scrittore francese (n. 1858)
- 1932 - Arvid Fagrell, calciatore svedese (n. 1888)
- 1932 - Enrico Fruch, poeta italiano (n. 1873)
- 1932 - Arnold Luschin, numismatico austriaco (n. 1841)
- 1932 - Alessandro di Oldenburg, principe tedesco (n. 1844)
- 1933 - Auguste Chapuis, compositore, organista e docente francese (n. 1858)
- 1933 - Eugène Deully, pittore francese (n. 1860)
- 1933 - Hans Knirsch, politico austriaco (n. 1877)
- 1934 - Carlo Michele di Meclemburgo-Strelitz, nobile (n. 1863)
- 1935 - Erminio Meschini, inventore italiano (n. 1880)
- 1937 - Francis Cadell, pittore scozzese (n. 1883)
- 1937 - Sergej Vasilievič Maljutin, pittore, grafico e architetto russo (n. 1859)
- 1938 - Georgij Andreevič Baklanov, baritono lettone (n. 1881)
- 1938 - Gaetano De Rosa, militare italiano (n. 1914)
- 1938 - Martha Marek, criminale austriaca
- 1938 - Italia Vitaliani, attrice teatrale italiana (n. 1866)
- 1939 - Charles Dalmorès, tenore francese (n. 1871)
- 1940 - Alberto Crispo Cappai, generale italiano (n. 1851)
- 1941 - Abd-ru-shin, scrittore tedesco (n. 1875)
- 1941 - Gino Arnoffi, militare italiano (n. 1916)
- 1941 - Pietro Bernardini, militare italiano (n. 1914)
- 1942 - Amos Rusie, giocatore di baseball statunitense (n. 1871)
- 1943 - Oskar Messter, regista e inventore tedesco (n. 1866)
- 1943 - G. O. Smith, calciatore inglese (n. 1872)
- 1944 - Eugenio Candon, partigiano italiano (n. 1921)
- 1944 - Adolph Olson Eberhart, politico statunitense (n. 1870)
- 1944 - Primo Lacchini, partigiano italiano (n. 1926)
- 1945 - Leonhard Ragaz, teologo, giornalista e politico svizzero (n. 1868)
- 1945 - Alfred Saalwächter, ammiraglio tedesco (n. 1883)
- 1946 - Alessio Di Giovanni, poeta e drammaturgo italiano (n. 1872)
- 1946 - Maksimilian Štejnberg, compositore lituano (n. 1883)
- 1947 - Tadashige Daigō, ammiraglio giapponese (n. 1891)
- 1947 - Alberto Ginocchio, militare, marinaio e partigiano italiano (n. 1901)
- 1947 - Henric Horn af Åminne, cavaliere svedese (n. 1880)
- 1949 - Lead Belly, cantante e chitarrista statunitense (n. 1888)
- 1949 - Erwin Menny, generale tedesco (n. 1893)
- 1949 - José María Zeledón Brenes, poeta, giornalista e politico costaricano (n. 1877)
- 1950 - Pietro Lana, calciatore italiano (n. 1889)
- 1950 - Vavro Šrobár, politico slovacco (n. 1867)
- 1951 - J. Edward Bromberg, attore ungherese (n. 1903)
- 1951 - André Gobert, tennista francese (n. 1890)
- 1951 - Frederick B. Kiddle, pianista e organista inglese (n. 1874)
- 1951 - Harold Ross, giornalista statunitense (n. 1892)
- 1951 - Léon Rothier, basso francese (n. 1874)
- 1952 - Giovanni Goccione, calciatore italiano (n. 1882)
- 1952 - Cicely Hamilton, scrittrice, giornalista e attrice inglese (n. 1872)
- 1952 - Takenoshin Nakai, botanico giapponese (n. 1882)
- 1952 - János Scheffler, vescovo cattolico rumeno (n. 1887)
- 1952 - Jakob Sporrenberg, generale tedesco (n. 1902)
- 1953 - Konstanty Ildefons Gałczyński, poeta polacco (n. 1905)
- 1953 - Frans Michel Penning, fisico olandese (n. 1894)
- 1954 - Ludwig Anschütz, chimico tedesco (n. 1889)
- 1954 - Élisabeth de Gramont, scrittrice francese (n. 1875)
- 1954 - Lucien Tesnière, grammatico e slavista francese (n. 1893)
- 1955 - Georges Johin, giocatore di croquet francese (n. 1877)
- 1955 - George Platt Lynes, fotografo statunitense (n. 1907)
- 1955 - Mary Stone McDowell, insegnante e educatrice statunitense (n. 1876)
- 1955 - Honus Wagner, giocatore di baseball e allenatore di baseball statunitense (n. 1874)
- 1956 - Albert Aftalion, economista francese (n. 1874)
- 1956 - B. R. Ambedkar, politico e filosofo indiano (n. 1891)
- 1956 - John Geiger, canottiere statunitense (n. 1873)
- 1957 - Adrienne D'Ambricourt, attrice francese (n. 1878)
- 1957 - Brenno Del Giudice, canottiere e architetto italiano (n. 1888)
- 1957 - Robert Esnault-Pelterie, ingegnere francese (n. 1881)
- 1957 - Giovanni Mangiante, ginnasta italiano (n. 1893)
- 1957 - Maurice Peeters, pistard olandese (n. 1882)
- 1958 - Jose Collins, attrice e cantante britannica (n. 1887)
- 1958 - Giuseppe De Angelis, scultore italiano (n. 1883)
- 1958 - Giovanni Fusconi, partigiano e politico italiano (n. 1899)
- 1959 - Fritz Bache, calciatore tedesco (n. 1898)
- 1959 - Hugo Blaschke, dentista tedesco (n. 1881)
- 1959 - Emil Bock, teologo tedesco (n. 1895)
- 1959 - Will Louis, regista, attore e sceneggiatore statunitense (n. 1873)
- 1959 - Erhard Schmidt, matematico tedesco (n. 1876)
- 1960 - Hjalmar Nyström, lottatore finlandese (n. 1904)
- 1960 - Giuseppe Trossi, presbitero e militare italiano (n. 1889)
- 1960 - Virgilio Verdaro, politico svizzero (n. 1885)
- 1961 - Frantz Fanon, psichiatra, antropologo e filosofo francese (n. 1925)
- 1964 - Evert van Linge, calciatore e architetto olandese (n. 1895)
- 1964 - Consuelo Vanderbilt, statunitense (n. 1877)
- 1965 - Elio Steiner, attore italiano (n. 1905)
- 1965 - Domenicano Tondi, scrittore e poeta italiano (n. 1885)
- 1965 - Giorgio Zampori, ginnasta italiano (n. 1887)
- 1966 - Antonio Alcázar, calciatore spagnolo (n. 1902)
- 1966 - Mario Alicata, partigiano, critico letterario e politico italiano (n. 1918)
- 1967 - Óscar Diego Gestido, politico uruguaiano (n. 1901)
- 1967 - Béla Schick, pediatra ungherese (n. 1877)
- 1967 - Arie van der Velden, velista olandese (n. 1881)
- 1968 - Carlo Costigliolo, ginnasta italiano (n. 1893)
- 1968 - Fats Jenkins, cestista e giocatore di baseball statunitense (n. 1898)
- 1969 - Siegfried Aufhäuser, politico e sindacalista tedesco (n. 1884)
- 1969 - Nunzio Caroleo, politico italiano (n. 1923)
- 1969 - João Cândido Felisberto, militare brasiliano (n. 1880)
- 1969 - Meredith Hunter, statunitense (n. 1951)
- 1969 - Lidio Manzotti, calciatore italiano (n. 1908)
- 1969 - André Gaston Prételat, generale francese (n. 1874)
- 1969 - Hans Rose, ufficiale tedesco (n. 1885)
- 1969 - Stanislav Zela, vescovo cattolico ceco (n. 1893)
- 1970 - Leandro Faggin, pistard e ciclista su strada italiano (n. 1933)
- 1970 - Thomas S. Power, generale statunitense (n. 1905)
- 1971 - Matil'da Feliksovna Kšesinskaja, ballerina russa (n. 1872)
- 1972 - Maria Bartolotti, partigiana italiana (n. 1923)
- 1972 - Enrico Gualazzi, calciatore italiano (n. 1925)
- 1972 - James Yimm Lee, artista marziale statunitense (n. 1920)
- 1972 - Janet Munro, attrice britannica (n. 1934)
- 1973 - Adile Sultan, principessa ottomana (n. 1887)
- 1973 - Isabella d'Asburgo-Teschen, nobile austriaca (n. 1887)
- 1973 - Giuseppe Galluzzi, calciatore e allenatore di calcio italiano (n. 1903)
- 1973 - Giuseppe Guido Lo Schiavo, giurista, magistrato e scrittore italiano (n. 1899)
- 1973 - Antonino Pagliaro, iranista, glottologo e filosofo italiano (n. 1898)
- 1973 - Olinda Yip, cestista peruviana (n. 1930)
- 1974 - Maximilian de Angelis, generale austriaco (n. 1889)
- 1974 - Nikolaj Gerasimovič Kuznecov, ammiraglio e politico sovietico (n. 1904)
- 1974 - Roberto Oros di Bartini, ingegnere aeronautico italiano (n. 1897)
- 1974 - Gérard de Balorre, cavaliere francese (n. 1899)
- 1975 - Pierre Bost, scrittore, sceneggiatore e giornalista francese (n. 1901)
- 1975 - Per Collinder, astronomo svedese (n. 1890)
- 1975 - Michel Dujon, sciatore alpino francese (n. 1956)
- 1975 - Franco Pesce, direttore della fotografia e attore italiano (n. 1890)
- 1975 - Giuseppe Trabucchi, politico e avvocato italiano (n. 1904)
- 1976 - Contardo Giorgi, aviatore italiano (n. 1938)
- 1976 - João Goulart, avvocato e politico brasiliano
- 1976 - Marcel Leboutte, calciatore belga (n. 1880)
- 1977 - Settimo Accardi, mafioso italiano (n. 1902)
- 1977 - Filippo Artelli, imprenditore e politico italiano (n. 1900)
- 1977 - Andy Auld, calciatore scozzese (n. 1900)
- 1977 - Raoul Follereau, giornalista, filantropo e poeta francese (n. 1903)
- 1977 - Georg Vest, ginnasta danese (n. 1896)
- 1978 - Antonietta Cherillo, calciatrice italiana (n. 1955)
- 1978 - Giuseppe Cortese, politico italiano (n. 1908)
- 1980 - Margot Bennett, scrittrice e sceneggiatrice britannica (n. 1912)
- 1980 - Ève Francis, attrice e regista francese (n. 1886)
- 1981 - Silvano Cervato, ciclista su strada italiano (n. 1956)
- 1981 - Stjepan Gunjača, storico e archeologo jugoslavo (n. 1909)
- 1981 - Harry Harlow, psicologo statunitense (n. 1905)
- 1981 - Fricis Laumanis, calciatore lettone (n. 1910)
- 1981 - Filippo Walter Ratti, regista e sceneggiatore italiano (n. 1914)
- 1983 - Lucienne Boyer, cantante francese (n. 1903)
- 1983 - Arturo Colombi, politico, sindacalista e partigiano italiano (n. 1900)
- 1983 - Umberto Terracini, politico e antifascista italiano (n. 1895)
- 1984 - Gray Barker, giornalista e scrittore statunitense (n. 1925)
- 1984 - Viktor Borisovič Šklovskij, scrittore, critico letterario e sceneggiatore russo (n. 1893)
- 1985 - Slobodan Anđelković, calciatore jugoslavo (n. 1913)
- 1985 - Burleigh Grimes, giocatore di baseball e allenatore di baseball statunitense (n. 1893)
- 1985 - Denis de Rougemont, scrittore, filosofo e saggista svizzero (n. 1906)
- 1987 - Iride Motta, calciatore italiano (n. 1904)
- 1987 - Ilmari Pakarinen, ginnasta finlandese (n. 1910)
- 1987 - Vincenzo Verginelli, scrittore e esoterista italiano (n. 1903)
- 1988 - Timothy Patrick Murphy, attore statunitense (n. 1959)
- 1988 - Roy Orbison, cantautore e chitarrista statunitense (n. 1936)
- 1989 - Frances Bavier, attrice statunitense (n. 1902)
- 1989 - Sammy Fain, compositore statunitense (n. 1902)
- 1989 - Martin Johansen, calciatore norvegese (n. 1893)
- 1989 - John Payne, attore statunitense (n. 1912)
- 1989 - Fausto Stefenelli, ambientalista e alpinista italiano (n. 1905)
- 1990 - Otto Hitzfeld, generale tedesco (n. 1898)
- 1990 - Alberto Trotta, pittore e incisore italiano (n. 1940)
- 1990 - Tunku Abdul Rahman, principe e politico malese (n. 1903)
- 1991 - Omar Corbatta, calciatore argentino (n. 1936)
- 1991 - Virgilio Corbo, francescano e archeologo italiano (n. 1918)
- 1991 - Richard Stone, economista britannico (n. 1913)
- 1991 - Pavo Urban, fotografo croato (n. 1968)
- 1992 - Percy Herbert, attore britannico (n. 1920)
- 1992 - Evgenija Kozyreva, attrice sovietica (n. 1920)
- 1992 - Heorhіj Іlarіonovyč Majboroda, compositore ucraino (n. 1913)
- 1992 - Marcel Mussillon, alpinista italiano (n. 1901)
- 1992 - Hank Worden, attore statunitense (n. 1901)
- 1993 - Don Ameche, attore statunitense (n. 1908)
- 1993 - Anna Hřebřinová, ginnasta ceca (n. 1908)
- 1993 - Hendrik Ooms, pistard olandese (n. 1916)
- 1994 - John Bosak, cestista statunitense (n. 1922)
- 1994 - Gian Maria Volonté, attore italiano (n. 1933)
- 1995 - Busta Jones, bassista e chitarrista statunitense (n. 1951)
- 1995 - Melvin Kranzberg, storico statunitense (n. 1917)
- 1995 - Pietro Laforgia, politico e avvocato italiano (n. 1928)
- 1995 - Farnese Masoni, calciatore e allenatore di calcio italiano (n. 1927)
- 1995 - Luis Regueiro, calciatore spagnolo (n. 1908)
- 1995 - James Reston, giornalista statunitense (n. 1909)
- 1995 - Mario Vicini, ciclista su strada italiano (n. 1913)
- 1996 - Victor Bruns, fagottista e compositore tedesco (n. 1904)
- 1996 - Ervardo Fioravanti, pittore, incisore e disegnatore italiano (n. 1912)
- 1996 - Harry Babcock, giocatore di football americano statunitense (n. 1930)
- 1996 - ʿAbd al-Ḥamīd Kishk, predicatore egiziano (n. 1933)
- 1996 - Pete Rozelle, dirigente sportivo statunitense (n. 1926)
- 1996 - Willem Verloren Van Themaat, linguista, esperantista e traduttore olandese (n. 1931)
- 1997 - Mario Benazzi, zoologo italiano (n. 1902)
- 1997 - Willy den Ouden, nuotatrice olandese (n. 1918)
- 1997 - Willie Pastrano, pugile statunitense (n. 1935)
- 1998 - César Baldaccini, scultore francese (n. 1921)
- 1998 - Giovanni Gazza, vescovo cattolico italiano (n. 1924)
- 1998 - Pierre Mousel, calciatore lussemburghese (n. 1914)
- 1998 - Radomir Šaper, cestista e dirigente sportivo jugoslavo (n. 1925)
- 1998 - Michael Zaslow, attore statunitense (n. 1942)
- 1999 - Vincenzo Castellano, calciatore italiano (n. 1924)
- 1999 - Gwyn Jones, storico gallese (n. 1907)
- 2000 - Enrique Anderson Imbert, scrittore e critico letterario argentino (n. 1910)
- 2000 - Nicola Gambino, presbitero e storico italiano (n. 1921)
- 2000 - Dyzma Gałaj, politico polacco (n. 1915)
- 2000 - Werner Klemperer, attore tedesco (n. 1920)

## XXI secolo(145)
- 2001 - Otello Fabri, pittore e incisore italiano (n. 1919)
- 2001 - Hans Münch, medico tedesco (n. 1911)
- 2002 - Jerzy Adamski, pugile polacco (n. 1937)
- 2002 - Antonino Caponnetto, magistrato italiano (n. 1920)
- 2002 - Aldo Monardi, calciatore italiano (n. 1932)
- 2003 - Carlos Manuel Arana Osorio, generale, politico e ambasciatore guatemalteco (n. 1918)
- 2003 - Hans Hotter, basso-baritono e cantante tedesco (n. 1909)
- 2003 - José María Jiménez, ciclista su strada spagnolo (n. 1971)
- 2003 - Barry Long, scrittore australiano (n. 1926)
- 2003 - Pietro Mittica, militare italiano (n. 1915)
- 2004 - Raymond Goethals, allenatore di calcio e calciatore belga (n. 1921)
- 2004 - Árpád Makay, direttore della fotografia ungherese (n. 1911)
- 2004 - Pasquale Pinto, scrittore, poeta e saggista italiano (n. 1940)
- 2004 - Dario Scherillo, italiano (n. 1978)
- 2004 - Giglio Zarattini, pittore e politico italiano (n. 1958)
- 2005 - Hilia Brinis, traduttrice italiana (n. 1928)
- 2005 - Devan Nair, politico singaporiano (n. 1923)
- 2005 - Charly Gaul, ciclista su strada e ciclocrossista lussemburghese (n. 1932)
- 2005 - Paul Halla, calciatore austriaco (n. 1931)
- 2005 - Eugenio Jannelli, politico e medico italiano (n. 1923)
- 2005 - Enrico Rizzi, politico italiano (n. 1930)
- 2005 - Giuseppina Rizzoli Carraro, imprenditrice italiana (n. 1916)
- 2005 - Carla Voltolina, giornalista e partigiana italiana (n. 1921)
- 2005 - William Yarborough, generale statunitense (n. 1912)
- 2006 - Enrica Dyrell, attrice tedesca (n. 1914)
- 2006 - Robert Rosenblum, storico dell'arte statunitense (n. 1927)
- 2006 - Antonio Ruju, pittore e poeta italiano (n. 1923)
- 2007 - Giulio Cardini, scultore italiano (n. 1930)
- 2007 - Katy French, modella e conduttrice televisiva irlandese (n. 1983)
- 2007 - Marcel Leborgne, calciatore e allenatore di calcio francese (n. 1939)
- 2007 - Marc Perruchoud, calciatore svizzero (n. 1928)
- 2008 - Tamar Adar, scrittrice israeliana (n. 1939)
- 2008 - Warner Bentivegna, attore italiano (n. 1931)
- 2008 - Sunny von Bülow, statunitense (n. 1932)
- 2008 - Dino Formaggio, filosofo e critico d'arte italiano (n. 1914)
- 2008 - Vito Gnutti, politico italiano (n. 1939)
- 2008 - Gérard Lauzier, fumettista, regista e sceneggiatore francese (n. 1932)
- 2008 - Mii Parima, politico cookese (n. 1954)
- 2008 - Albert Poli, calciatore italiano (n. 1945)
- 2008 - Luigi Scotti, politico italiano (n. 1936)
- 2009 - Eligio Echagüe, calciatore paraguaiano (n. 1938)
- 2009 - Thierno Faty Sow, regista, sceneggiatore e attore senegalese (n. 1941)
- 2009 - Bina Rai, attrice indiana (n. 1931)
- 2009 - Victor Stoloff, regista, sceneggiatore e produttore cinematografico russo (n. 1913)
- 2010 - Tewhida Ben Sheikh, ginecologa tunisina (n. 1909)
- 2010 - Hugues Cuénod, tenore svizzero (n. 1902)
- 2010 - René Hauss, allenatore di calcio francese (n. 1927)
- 2010 - Sergiu Luca, violinista e insegnante statunitense (n. 1943)
- 2010 - James T. Lynn, politico statunitense (n. 1927)
- 2010 - Imre Mathesz, calciatore ungherese (n. 1937)
- 2011 - Giancarlo Badessi, attore italiano (n. 1928)
- 2011 - Leda Colombini, politica, attivista e sindacalista italiana (n. 1929)
- 2011 - Brent Darby, cestista statunitense (n. 1981)
- 2011 - Dobie Gray, cantante e cantautore statunitense (n. 1940)
- 2011 - Paul Ramírez, calciatore venezuelano (n. 1986)
- 2012 - Miguel Abia Biteo Boricó, politico equatoguineano (n. 1961)
- 2012 - Luigi Bonizzoni, calciatore e allenatore di calcio italiano (n. 1919)
- 2012 - Mike Boyette, wrestler statunitense (n. 1943)
- 2012 - Jean Diederich, ciclista su strada e ciclocrossista lussemburghese (n. 1922)
- 2012 - Eugenio Gaburri, psicoanalista italiano (n. 1934)
- 2012 - Charlie Kiefer, illustratore e fumettista francese (n. 1927)
- 2012 - Huw Lloyd-Langton, chitarrista inglese (n. 1951)
- 2012 - Marcello Lodetti, maestro di scherma italiano (n. 1931)
- 2012 - Giovanni Sostero, astronomo italiano (n. 1964)
- 2013 - Jean Marie Bosser, botanico francese (n. 1922)
- 2013 - Gail Collins, cantautrice e artista statunitense (n. 1941)
- 2013 - Jean-Pierre Desthuilliers, poeta francese (n. 1939)
- 2013 - Tom Krause, basso-baritono finlandese (n. 1934)
- 2013 - Henri Maldiney, filosofo francese (n. 1912)
- 2013 - Walter Nachtwey, calciatore tedesco (n. 1934)
- 2014 - Ralph Baer, inventore e ingegnere tedesco (n. 1922)
- 2014 - Niels Peder Kristensen, entomologo danese (n. 1943)
- 2014 - Renato Mambor, pittore e attore italiano (n. 1936)
- 2014 - Pascal Mourgue, designer francese (n. 1943)
- 2014 - Jimmy Del Ray, wrestler statunitense (n. 1962)
- 2014 - Takao Saitō, direttore della fotografia giapponese (n. 1929)
- 2015 - Ini Assmann, attrice tedesca (n. 1945)
- 2015 - Ko Chun-hsiung, attore, regista e politico taiwanese (n. 1945)
- 2015 - Franzl Lang, cantante tedesco (n. 1930)
- 2015 - Krizia, stilista e imprenditrice italiana (n. 1925)
- 2015 - Holly Woodlawn, attrice portoricana (n. 1946)
- 2016 - Adolf Burger, tipografo e scrittore slovacco (n. 1917)
- 2016 - Dave MacLaren, allenatore di calcio e calciatore scozzese (n. 1934)
- 2016 - Rashaan Salaam, giocatore di football americano statunitense (n. 1974)
- 2016 - Peter Vaughan, attore britannico (n. 1923)
- 2017 - Juan Luis Buñuel, regista e sceneggiatore francese (n. 1934)
- 2017 - William H. Gass, scrittore statunitense (n. 1924)
- 2017 - Laura Grisi, pittrice italiana (n. 1939)
- 2017 - Kathleen Karr, scrittrice statunitense (n. 1946)
- 2017 - George Killian, allenatore di pallacanestro e dirigente sportivo statunitense (n. 1924)
- 2017 - Cyrus Young, giavellottista statunitense (n. 1928)
- 2018 - Victor Bach, pianista, organista e direttore d'orchestra italiano (n. 1937)
- 2018 - Győző Forintos, scacchista ungherese (n. 1935)
- 2018 - Alan Gallagher, giocatore di baseball statunitense (n. 1945)
- 2018 - Larry Hennig, wrestler statunitense (n. 1936)
- 2018 - Joseph Joffo, scrittore francese (n. 1931)
- 2018 - Aleksandr Minaev, calciatore sovietico (n. 1954)
- 2018 - Willie Murrell, cestista statunitense (n. 1941)
- 2018 - Isiah Robertson, giocatore di football americano statunitense (n. 1949)
- 2018 - Pete Shelley, musicista inglese (n. 1955)
- 2018 - Tarciso, calciatore brasiliano (n. 1951)
- 2019 - Vittorio Bissi, calciatore e allenatore di calcio italiano (n. 1937)
- 2019 - Stojanka Mutafova, attrice bulgara (n. 1922)
- 2019 - Ron Leibman, attore statunitense (n. 1937)
- 2019 - Mario Sossi, magistrato, avvocato e politico italiano (n. 1932)
- 2019 - Brian Sparrow, allenatore di calcio e calciatore inglese (n. 1962)
- 2020 - Mariarosa Brunati, insegnante italiana (n. 1931)
- 2020 - Dejan Dabović, pallanuotista e allenatore di pallanuoto jugoslavo (n. 1944)
- 2020 - John Devine, calciatore scozzese (n. 1935)
- 2020 - László Kuncz, pallanuotista ungherese (n. 1957)
- 2020 - Dennis Ralston, tennista statunitense (n. 1942)
- 2020 - Paul Sarbanes, politico e avvocato statunitense (n. 1933)
- 2020 - Tabaré Vázquez, politico, medico e dirigente sportivo uruguaiano (n. 1940)
- 2020 - Senta Wengraf, attrice teatrale e attrice cinematografica austriaca (n. 1924)
- 2021 - Chris Achilleos, pittore e illustratore cipriota (n. 1947)
- 2021 - Claudio Bertieri, critico cinematografico e pubblicitario italiano (n. 1925)
- 2021 - Klaus von Beyme, politologo e saggista tedesco (n. 1934)
- 2021 - Glenn Foster, giocatore di football americano statunitense (n. 1990)
- 2021 - Aurelio Galfetti, architetto svizzero (n. 1936)
- 2021 - Ėmma Gapčenko, arciera sovietica (n. 1938)
- 2021 - Geoff Harcourt, economista australiano (n. 1931)
- 2021 - Herb Jones, cestista statunitense (n. 1970)
- 2021 - Eugenio Minasso, politico italiano (n. 1959)
- 2021 - Aldo Rebecchi, politico italiano (n. 1946)
- 2021 - Masayuki Uemura, autore di videogiochi, ingegnere e dirigente d'azienda giapponese (n. 1943)
- 2021 - Kåre Willoch, politico norvegese (n. 1928)
- 2022 - Antonio D'Amico, stilista, imprenditore e designer italiano (n. 1959)
- 2022 - Beto Fuscão, calciatore brasiliano (n. 1950)
- 2022 - Mills Lane, personaggio televisivo, arbitro di pugilato e giurista statunitense (n. 1937)
- 2022 - Antonio Mercurio, antropologo, filosofo e teologo italiano (n. 1930)
- 2022 - Ichirō Mizuki, cantante, paroliere e compositore giapponese (n. 1948)
- 2022 - Worthy Patterson, cestista statunitense (n. 1931)
- 2022 - Antonio Recalcati, pittore e scultore italiano (n. 1938)
- 2023 - Refaat Alareer, poeta e attivista palestinese (n. 1979)
- 2023 - Joseph Bernardo, nuotatore francese (n. 1929)
- 2023 - Alfredo Maria Bonanno, anarchico italiano (n. 1937)
- 2023 - Ennio Candotti, fisico italiano (n. 1942)
- 2023 - Dean Crawford, canottiere canadese (n. 1958)
- 2023 - Jack Hogan, attore statunitense (n. 1929)
- 2023 - Illja Kyva, politico ucraino (n. 1977)
- 2023 - Marisa Pavan, attrice italiana (n. 1932)
- 2023 - Jimmy Villotti, musicista italiano (n. 1944)
- 2024 - Jean Keyrouz, sciatore alpino libanese (n. 1931)
- 2024 - Miho Nakayama, cantante, attrice e modella giapponese (n. 1970)
- 2024 - Jean-Pierre Rioux, storico, editore e politico francese (n. 1939)